# 대한민국 형법 제39조
대한민국 형법 제39조는 판결을 받지 아니한 경합범, 수개의 판결과 경합범, 형의 집행과 경합범에 대한 형법각칙의 조문이다.

## 조문
제39조(판결을 받지 아니한 경합범, 수개의 판결과 경합범, 형의 집행과 경합범) ① 경합범 중 판결을 받지 아니한 죄가 있는 때에는 그 죄와 판결이 확정된 죄를 동시에 판결할 경우와 형평을 고려하여 그 죄에 대하여 형을 선고한다. 이 경우 그 형을 감경 또는 면제할 수 있다. <개정 2005.7.29>
② 삭제 <2005.7.29>
③경합범에 의한 판결의 선고를 받은 자가 경합범 중의 어떤 죄에 대하여 사면 또는 형의 집행이 면제된 때에는 다른 죄에 대하여 다시 형을 정한다.④전 3항의 형의 집행에 있어서는 이미 집행한 형기를 통산한다.

第39條(判決을 받지 아니한 競合犯, 數個의 判決과 競合犯, 刑의 執行과 競合犯) ① 競合犯中 判決을 받지 아니한 罪가 있는 때에는 그 죄와 판결이 확정된 죄를 동시에 판결할 경우와 형평을 고려하여 그 죄에 대하여 형을 선고한다. 이 경우 그 형을 감경 또는 면제할 수 있다.  <개정 2005.7.29.>
② 삭제  <2005.7.29.>
③競合犯에 依한 判決의 宣告를 받은 者가 競合犯 中의 어떤 罪에 對하여 赦免 또는 刑의 執行이 免除된 때에는 다른 罪에 對하여 다시 刑을 定한다.
④前 3項의 刑의 執行에 있어서는 이미 執行한 刑期를 通算한다.

## 종류
| 구분          | 성립기준                                     | 처벌 규정 및 특징                                            |
| ------------- | -------------------------------------------- | ------------------------------------------------------------ |
| 동시적 경합범 | 판결 확정 전 여러 범죄가 동시에 드러난 경우  | 가장 중한 죄를 기준으로 다른 죄와 합산하여 가중(형법 제38조) |
| 사후적 경합범 | 확정판결 전 저지른 범죄가 뒤늦게 드러난 경우 | 형평을 고려해 감경 또는 면제 가능(형법 제39조)               |

## 판례
- 경합범으로 기소되었어도 그중 유죄로 인정된 A죄에 대해서는 상고가 제기되지 않아 확정되고 무죄로 선고된 B죄에 대하여만 상고가 제기되어 파기환송된 경우 환송 후 원심은 B죄를 유죄로 인정하여도 A, B죄를 경합범으로 하여 1개의 형으로 선고할 것이 아니라 B죄에 대하여만 별개의 형을 선고하여야 한다.[1]
- 상습범과 같은 포괄일죄의 중간에 별종의 범죄에 대한 확정판결이 있어도 그 포괄일죄와 판결이 확정된 죄는 형법 제37조 후단에서 정한 경합범 관계에 있다고 할 수 없다.[2]
- ‘판결이 확정된 죄’라 함은 수개의 독립된 죄 중의 어느 죄에 대하여 확정판결이 있었던 사실 그 자체를 의미하고 일반사면으로 형의 선고의 효력이 상실되었는지 여부나[3] 집행유예의 선고나 형의 선고유예를 받은 후 유예기간이 경과하여 형의 선고가 실효되었거나 면소된 것으로 간주되었는지 여부는 불문한다[4]
- 수죄가 하나의 재판에서 같이 판결될 가능성이 있어야 한다. 따라서 수죄는 모두 기소되어 병합심리되어야 한다. 1심에서는 별도로 판결된 수죄일지라도 항소심에서 병합심리할 때에는 동시적 경합범이 된다[5]
- 배임죄와 횡령죄의 구성요건적 차이에 비추어 보면, 회사에 대한 관계에서 타인의 사무를 처리하는 자가 임무에 위배하여 회사로 하여금 자신의 채무에 관하여 연대보증채무를 부담하게 (배임죄) 한 다음, 회사의 금전을 보관하는 자의 지위에서 회사의 이익이 아닌 자신의 채무를 변제하려는 의사로 회사의 자금을 자기의 소유인 경우와 같이 임의로 인출한 후 개인채무의 변제에 사용한 행위(횡령죄)는, 연대보증채무 부담으로 인한 배임죄와 다른 새로운 보호법익을 침해하는 것으로서 배임 범행의 불가벌적 사후행위가 되는 것이 아니라 별죄인 횡령죄를 구성한다고 보아야 하며, 횡령행위로 인출한 자금이 선행 임무위배행위로 인하여 회사가 부담하게 된 연대보증채무의 변제에 사용되었다 하더라도 달리 볼 것은 아니다.[6]
- 대마취급자가 아닌 자가 절취한 대마를 흡입할 목적으로 소지하는 행위는 절도죄의 보호법익과는 다른 새로운 법익을 침해하는 행위이므로 절도죄의 불가벌적 사후행위로서 절도죄에 포괄흡수된다고 할 수 없고 절도죄 외에 별개의 죄를 구성한다고 할 것이며, 절도죄와 무허가대마소지죄는 경합범의 관계에 있다[7]
- 피고인(감정평가업자)이 갑으로부터 장물인 고려청자원앙형 향로 1점을 2억 5,000만 원에 매각하여 달라는 의뢰를 받음에 있어 위 향로가 장물인지 여부를 확인하여야 할 업무상 주의의무가 있음에도 이를 게을리한 과실로 위 향로를 넘겨받아 장물을 보관하던 중, 을로부터 금원을 차용하면서 위와 같이 보관중이던 위 향로를 담보로 제공한 사실을 인정한 후, 피고인이 업무상 과실로 장물인 위 향로를 보관하고 있다가 처분한 이 사건 행위는 업무상과실장물보관죄의 가벌적 평가에 포함되고 별도로 횡령죄를 구성하지 않는다[8]
- 타인의 부동산을 보관 중인 자가 불법영득의사를 가지고 그 부동산에 근저당권설정등기를 경료함으로써 일단 횡령행위가 기수에 이르렀다 하더라도 그 후 같은 부동산에 별개의 근저당권을 설정하여 새로운 법익침해의 위험을 추가함으로써 법익침해의 위험을 증가시키거나 해당 부동산을 매각함으로써 기존의 근저당권과 관계없이 법익침해의 결과를 발생시켰다면, 이는 당초의 근저당권 실행을 위한 임의경매에 의한 매각 등 그 근저당권으로 인해 당연히 예상될 수 있는 범위를 넘어 새로운 법익 침해의 위험을 추가시키거나 법익침해의 결과를 발생시킨 것이므로 특별한 사정이 없는 한 불가벌적 사후행위로 볼 수 없고, 별도로 횡령죄를 구성한다[9]
- 징역형을 선고하면서 그 중 일부 형기에 대해서만 집행유예를 선고하는 판결이 나왔다[10]

### 형법 제39조 제1항의 법령적용을 설시함에 있어서 일부 전과의 기재를 누락한 경우가 위법한지 여부
피고인에게 유사수신행위의 규제에 관한 법률위반죄의 집행유예 전과 이외에 사기죄의 징역형 전과가 있고, 위 두 전과가 모두 형법 제39조 제1항의 규정에 따라 동시에 판결할 경우와의 형평을 고려하여야 할 대상이 되는 ‘판결이 확정된 죄’에 해당하는 경우, 사기죄의 판결문과 확정일에 관한 자료가 검찰 추송서에 첨부되어 제출되어 있고 원심의 공판과정에서도 그와 같은 변론이 이루어졌음이 명백히 나타나는 이상, 원심판결이 형법 제39조 제1항의 법령적용을 설시함에 있어서 단지 판결서에 위 사기죄의 전과를 누락하였다는 사정만으로 원심이 위 규정에 정한 형평의 고려를 다하지 아니한 것으로 위법하다고 할 수 없다.

### 사후적 경합범과 선고유예 허용 여부
형법 제39조 제1항에 의하여 형법 제37조 후단 경합범 중 판결을 받지 아니한 죄에 대하여 형을 선고하는 경우에 있어서 형법 제37조 후단에 규정된 금고 이상의 형에 처한 판결이 확정된 죄의 형도 형법 제59조 제1항 단서[선고유예 결격사유]에서 정한 ‘자격정지 이상의 형을 받은 전과’에 포함된다고 봄이 상당하다

## 같이 보기
- 대한민국 형사소송법 제383조

## 참고 문헌
- 문채규. (2013). 사후적 경합범의 처단에 관한 형법 제39조의 비교법적 차별성과 그 해석론. 형사법연구, 25(4), 103-130.
- 이천현. (2009). 형법 제39조 제1항의 의미. 형사판례연구, 17, 94-117.
- 이경렬. (2007). 개정형법 제39조 적용상의 문제. 형사정책연구,, 321-354.
- 김재윤, 손동권, 『새로운 형법각론』, 율곡출판사, 2013. ISBN 978-89-974283-4-2
- 서울고법, 형법 제39조 적극적 해석 '파문'[깨진 링크(과거 내용 찾기)]